# Bennie Lands
Benjamin « Bennie » Lands, né le 22 février 1921, à Montréal, au Canada et décédé le 13 janvier 2014, à Montréal, est un ancien joueur canadien de basket-ball.